# Útok na nádraží v Kramatorsku
Útok na nádraží v Kramatorsku byl raketový útok spáchaný Ozbrojenými silami Ruské federace 8. dubna 2022 v ukrajinském městě Kramatorsk. Útok balistickou raketou Točka-U zabil 60 a zranil přes 109 osob.
Po začátku ruského útoku na Ukrajinu v únoru 2022 se nádraží v Kramatorsku stalo přestupním bodem pro evakuaci uprchlíků z válečných oblastí. V noci na 5. dubna 2022 ruské jednotky přepadly nadjezd poblíž stanice Barvinkove v okrese Izjum v Charkovské oblasti. Ruská armáda zničila jedinou železniční trasu z ukrajinskými silami kontrolovaných měst Slovjansk, Kramatorsk a Lyman a zničila viadukt. Po ostřelování byly v okolí Slovjansku a Kramatorsku zablokovány tři evakuační vlaky. Cestující zablokovaných vlaků byli umístěni v železniční stanici.
V době útoku se ve stanici a jejím okolí nacházelo asi 4000 osob, čekajících na evakuaci do bezpečnějších oblastí Ukrajiny před očekávanou ofenzívou na Donbasu. Byly mezi nimi především ženy, senioři a děti.

## Pozadí
Během ruské invaze, která začala 24. února, ruské síly vstoupily na Ukrajinu s cílem pomoci separatistickým lidovým republikám (Doněcké a Luhanské) při obsazení částí Doněcké a Luhanské oblasti, které byly stále pod kontrolou ukrajinské vlády. Klíčovou roli v odporu proti ruské ofenzívě sehráli vojáci Ozbrojených sil Ukrajiny dislokovaní ve Slovjansku a Kramatorsku.
V noci 7. dubna varoval proruský telegramový kanál ZАПИСКИ VЕТЕРАНА ("Zápisky veteránů") civilisty, aby se ze Slovjansku a Kramatorsku neevakuovali po železnici. Kolem 10:10 následujícího rána, krátce před bombardováním železniční stanice v Kramatorsku, ruské ministerstvo obrany oznámilo, že zasáhlo železniční stanici ve Slovjansku, Pokrovsku a Barvinkove „vysoce přesnými střelami ze vzduchu“.

## Útok
Podle ukrajinské vlády bylo na stanici přítomno 1000 až 4000 civilistů, hlavně žen a dětí, kteří čekali na evakuaci z regionu, který byl vystaven těžkému ruskému ostřelování.
V 10:24 a 10:25 média přidružená k Doněcké lidové republice zveřejnila videa ukazující dvojici raket odpálených ze Šachtarsku, města pod kontrolou separatistů. Přibližně v 10:30 dopadly dvě rakety poblíž nádražní budovy v Kramatorsku a první zprávy byly zveřejněny v ukrajinských médiích kolem 10:45.
Pomocný pracovník World Central Kitchen, který byl svědkem útoku v Kramatorsku, řekl, že slyšel „mezi pěti a deseti výbuchy“. Zprávy popisovaly scénu jako extrémně krvavou, přičemž několik lidí při explozích přišlo o končetiny. Těla obětí byla rozházená mezi opuštěnými zavazadly.
Rakety byly zpočátku mylně identifikovány jako balistické střely Iskander. Pavlo Kyrylenko, guvernér Doněcké oblasti, později upřesnil, že šlo spíše o střely Točka-U vyzbrojené kazetovou municí.
Zbytky jedné z raket měly na vnější straně bílá ruská slova ЗА ДЕТЕЙ (za dětěj), znamenající „pro děti“. Nesla také sériové číslo Ш91579, které by podle vyšetřovatelů mohlo potenciálně pomoci vystopovat jej zpět k původnímu arzenálu.

## Reakce
Michelle Bachelet, vysoká komisařka OSN pro lidská práva, uvedla, že útok „je symbolem nedodržování principu rozlišování, zákazu nerozlišujících útoků a principu předběžné opatrnosti zakotvených v mezinárodním humanitárním právu“.
Dunja Mijatović, komisařka Rady Evropy pro lidská práva, uvedla, že „útok na hustě obydlenou městskou oblast Ukrajiny je další ukázkou nehorázného pohrdání civilním životem, který se již bohužel stal stálým rysem této vojenské agrese“.
Ukrajinský prezident Volodymyr Zelenskyj popsal Rusko jako „zlo bez hranic“.
Předsedkyně Evropské komise Ursula von der Leyenová, která v den útoku navštívila Ukrajinu, útok odsoudila jako „opovrženíhodný“. Francouzský ministr zahraničí Jean-Yves Le Drian označil útok za „zločin proti lidskosti“ s tím, že nemůže zůstat nepotrestán, zatímco britský ministr obrany Ben Wallace jej odsoudil jako válečný zločin.
Generální tajemník OSN António Guterres označil raketový útok za „zcela nepřijatelný“.
Oleksandr Kamyšin, předseda ukrajinských železnic, popsal událost jako „cílenou ránu do infrastruktury pro cestující na železnici a obyvatel města Kramatorsk“. Služba bezpečnosti Ukrajiny zahájila trestní řízení podle čl. 438 trestního zákoníku Ukrajiny „Porušení zákonů a obyčejů války.“
Analytik Royal United Services Institute Justin Bronk uvedl, že cílem Ruska bylo poškodit ukrajinskou dopravní infrastrukturu, aby ukrajinským silám ztížil pohyb po Donbasu. Naznačil také, že Rusko se rozhodlo pro typ střely Točka-U kvůli používání ukrajinskou armádou, aby „zakalilo vody“. Pentagon zdůraznil ruskou odpovědnost za útok a také strategický význam železničního uzlu.

### Reakce Ruska a jeho příznivců
Zpočátku ruská státní média a proruské telegramové kanály tvrdily, že ruské nálety byly úspěšné na cíl vojenského nákladu v Kramatorsku. Poté, co vyšlo najevo, že rakety zabily civilisty, byly dřívější zprávy upraveny, ruská vláda popřela odpovědnost za útok a ruské ministerstvo obrany jej charakterizovalo jako ukrajinský podvod. Ruské ministerstvo obrany tvrdilo, že rakety byly odpáleny ukrajinskými silami z města Dobropillja, jihozápadně od Kramatorsku.
Ruská média také uvedla, že sériové číslo rakety bylo ve stejném rozsahu, jaké používají ukrajinské síly. Sériová čísla však nelze použít k prokázání toho, která strana střelu vypálila, protože všechny rakety Točka-U byly vyrobeny na jednom místě v Rusku a odtud distribuovány po Sovětském svazu. V důsledku toho došlo například k těsné shodě sériového čísla mezi Točkou-U používanou Ruskem v Sýrii a Ukrajinou ve Snižne. Navíc, jak Rusko, tak Ukrajina hojně využívaly ukořistěnou munici druhé strany.
Proruskými telegramovými kanály koloval od 10. dubna falešný videoklip s falešným logem BBC, který připisuje vinu ukrajinským silám. Video také odvysílala ruská státní televize. BBC žádné takové video neprodukovala.

### Hodnocení ruské reakce
Ruské ministerstvo obrany tvrdilo, že jejich síly již nepoužívají rakety Točka-U. Amnesty International, investigativní novináři Conflict Intelligence Team, a řada vojenských expertů však již před úderem na Kramatorsk informovali o použití Toček ruskými silami na mnoha místech Ukrajiny. Kromě toho vyšetřovatelé z běloruského projektu Hajun s otevřeným zdrojovým kódem zveřejnili videa několika ruských nákladních aut s raketami Točka mířících z Běloruska na Ukrajinu s označením „V“ 5. března a 30. března. Institut pro studium války vyhodnotil, že ruská 8. gardová vševojsková armáda, která působí v oblasti Donbasu, je vybavena raketami Točka-U. Ruské zpravodajské raporty a záběry na sociálních sítích ukazovaly 47. raketovou brigádu, součást 8. ruské vševojskové armády, vystavující rakety Točka-U na veřejných akcích v roce 2021, včetně přehlídky ke Dni vítězství v Krasnodaru.
Dne 14. dubna Bellingcat uvedl, že důkazy z otevřeného zdroje nejsou dostatečné pro určení směru, ze kterého byla střela vypálena.
Dne 18. dubna PolitiFact vyhodnotil možnost, zda se jedná o akci pod falešnou vlajkou, a dospěl k závěru, že „neexistuje žádný věrohodný důkaz, že by za útokem na nádraží Kramatorsk z 8. dubna byla Ukrajina.“

## Záběry po útoku

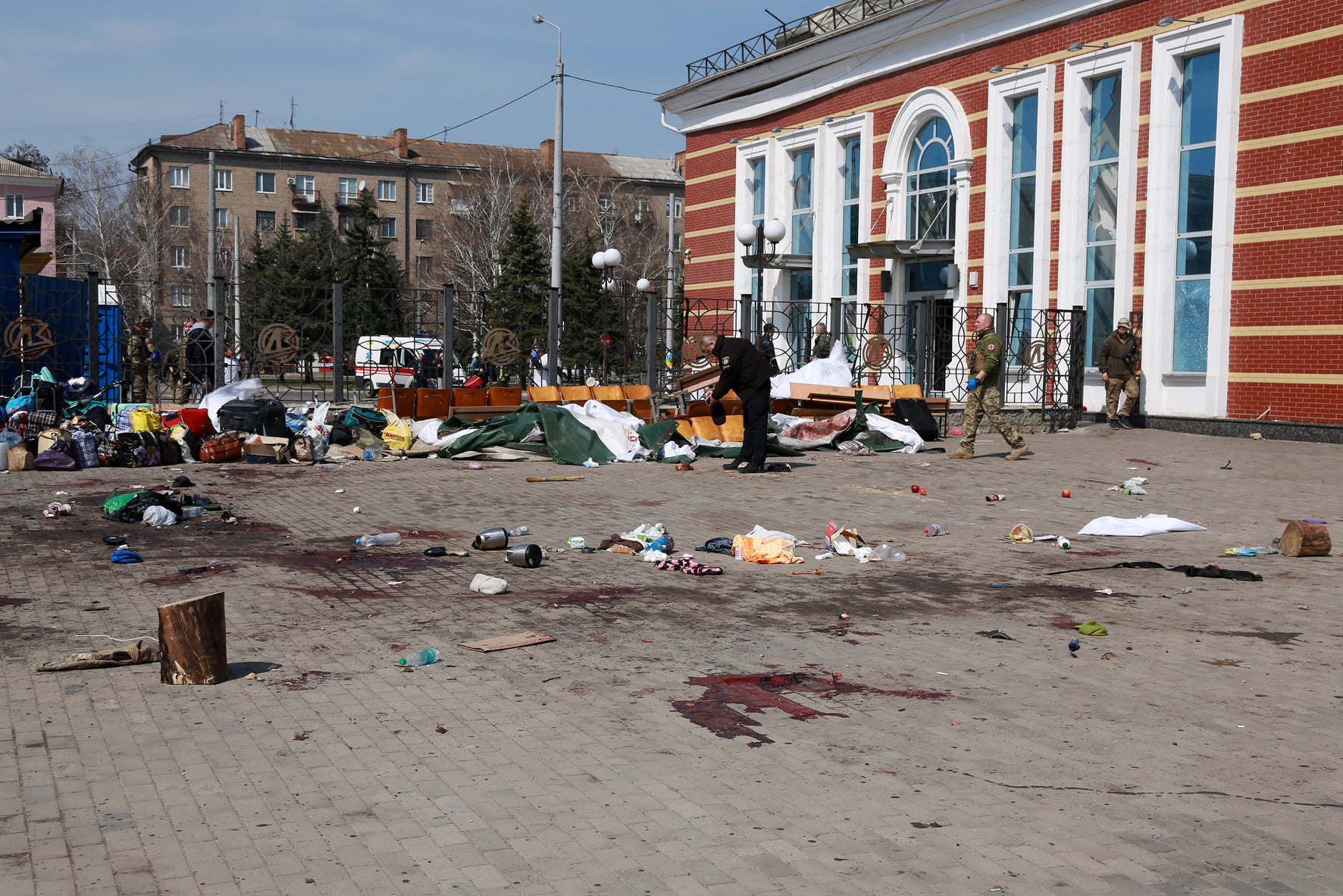
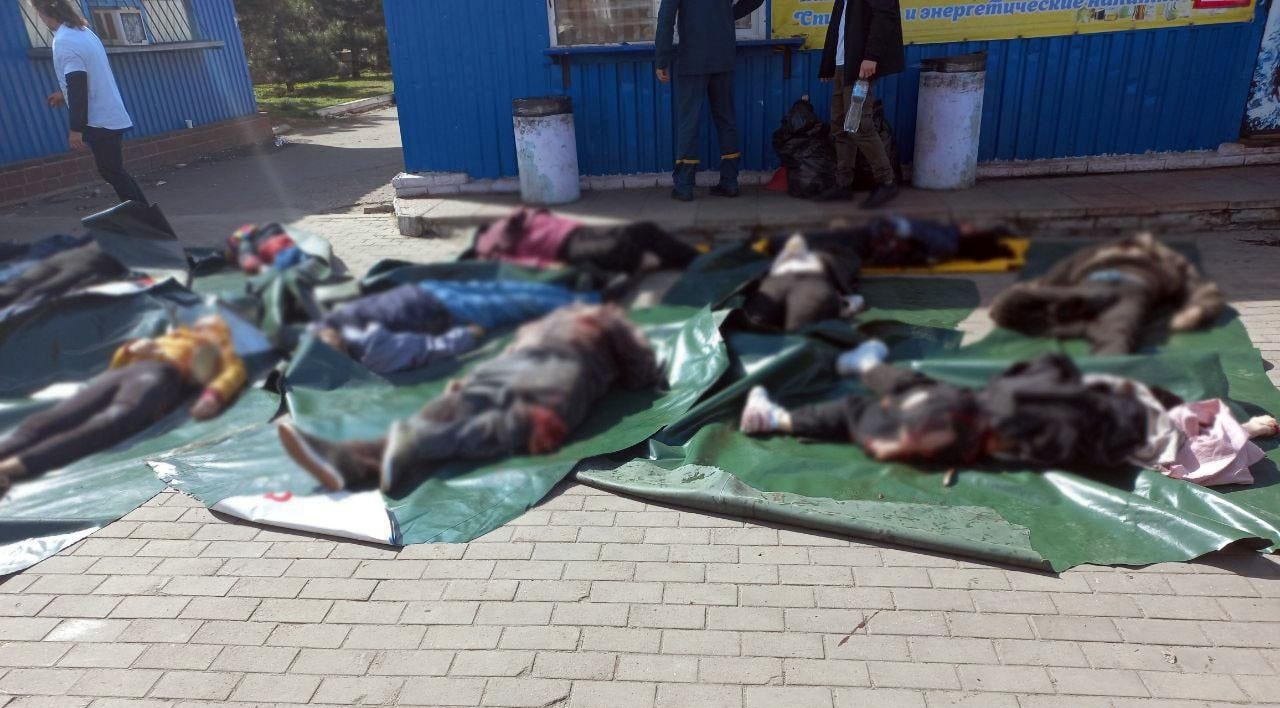
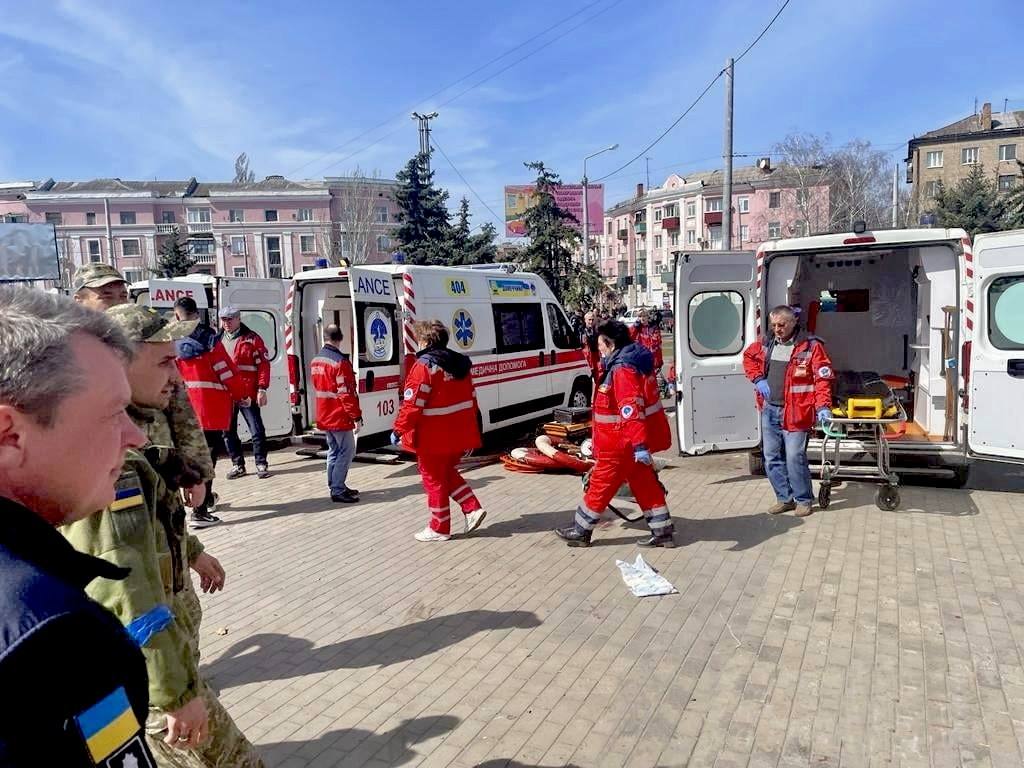
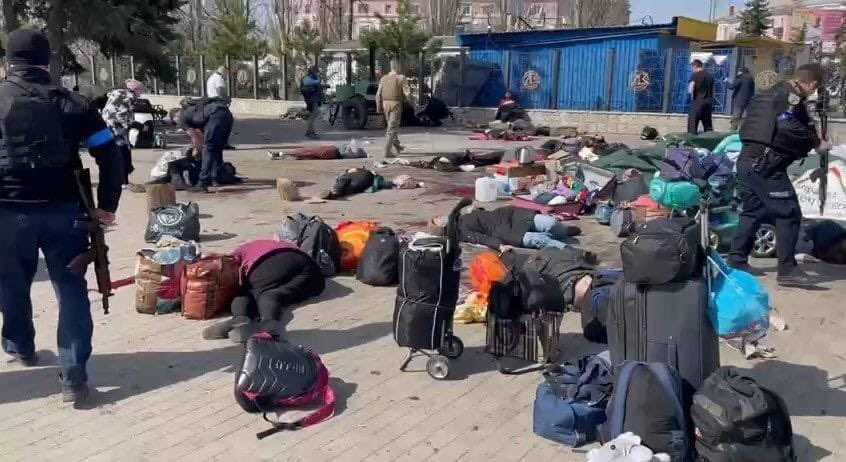
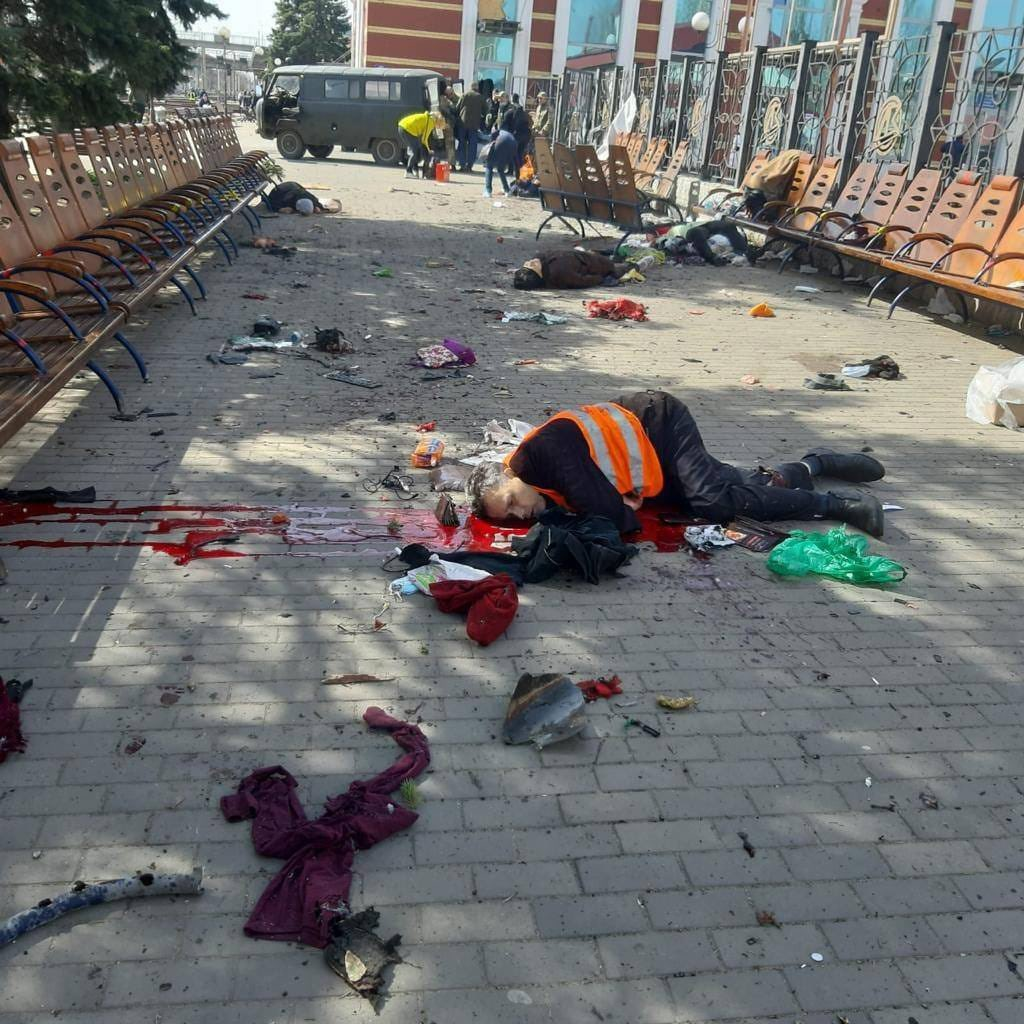
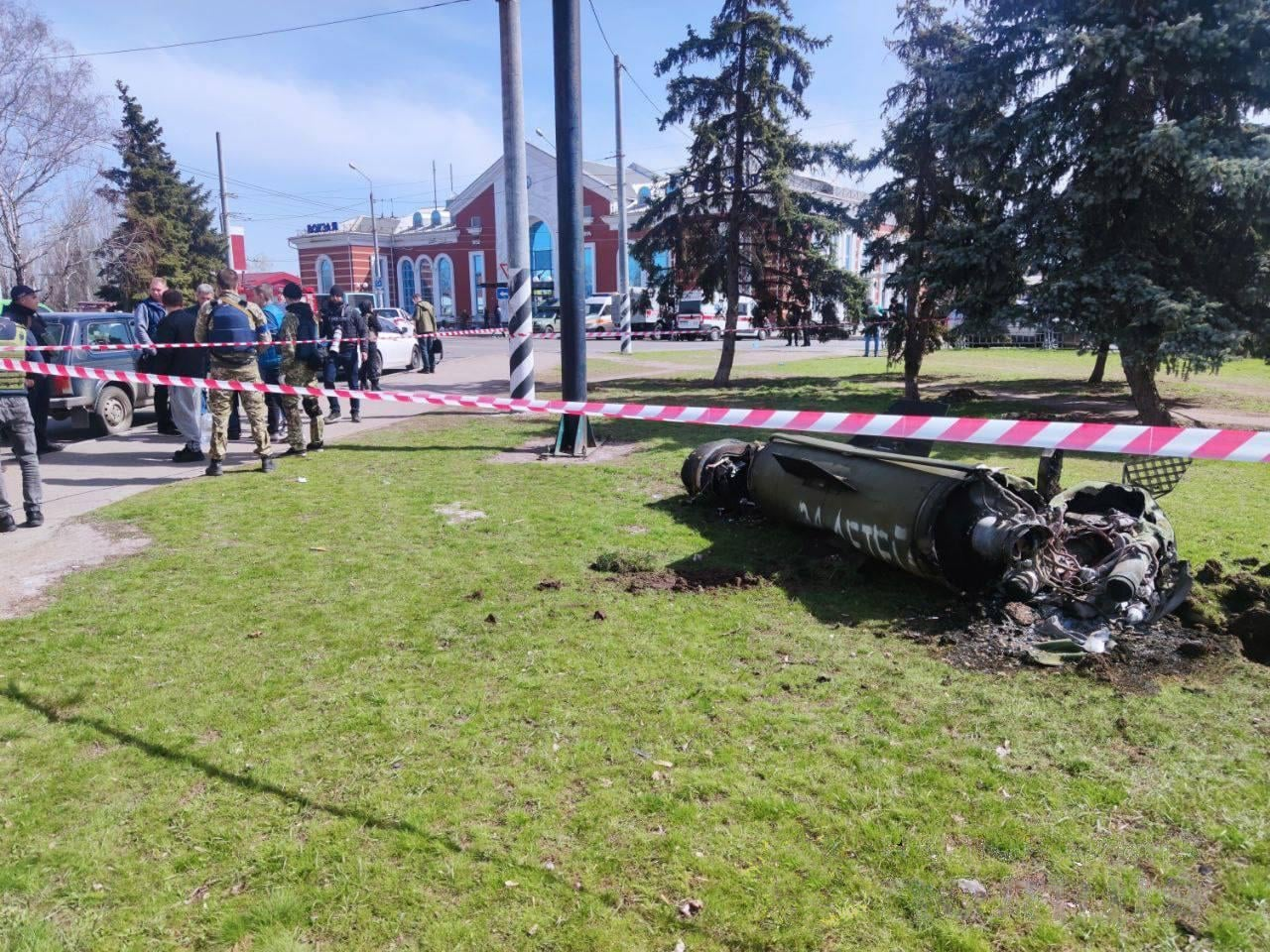
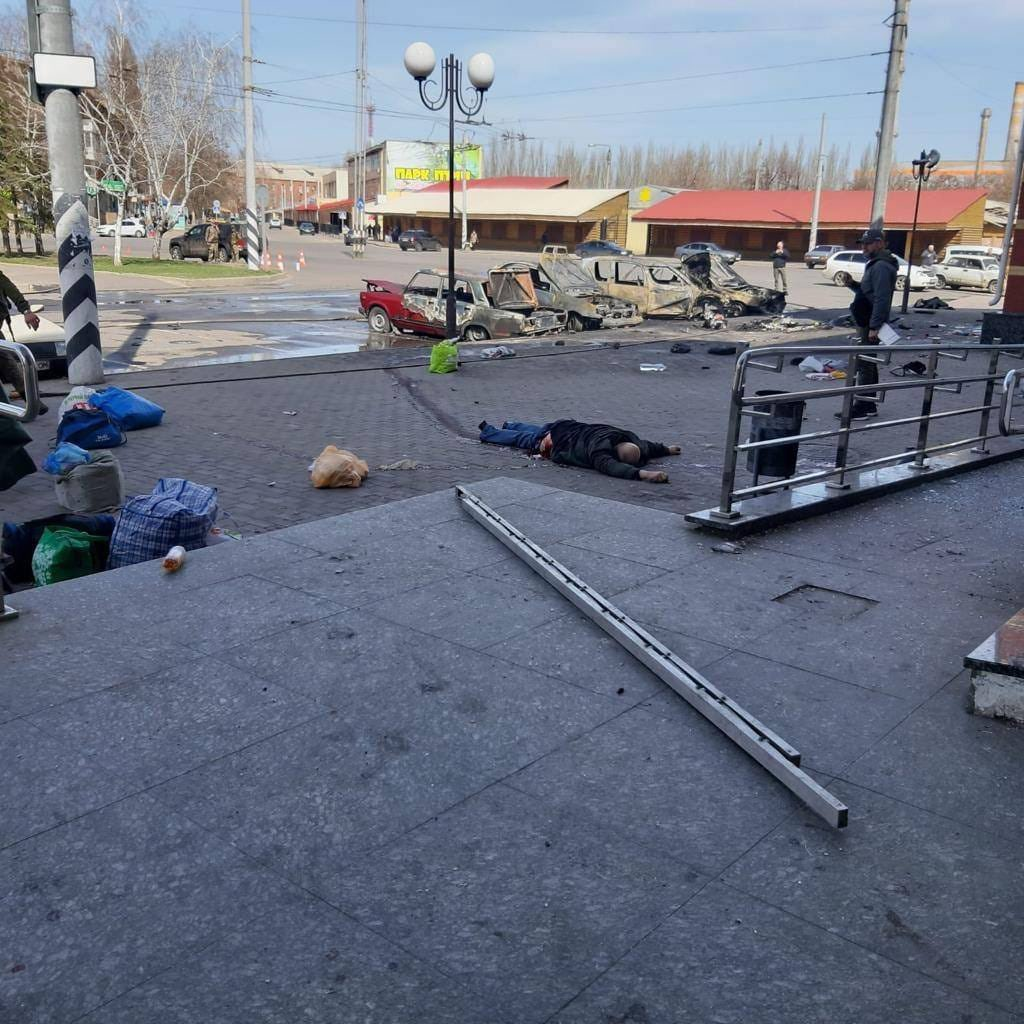